# Seebach, Alzacija
Seebach je občina v departmaju Bas-Rhin francoske regije Alzacija.
Leta 2011 je v občini živelo 1.707 oseb oz. 100 oseb/km².